# Un huguenot
Un huguenot, le jour de la Saint-Barthélemy, qui refuse de se protéger du danger en portant le signe catholique (A Huguenot, on St. Bartholomew's Day, Refusing to Shield Himself from Danger by Wearing the Roman Catholic Badge en anglais) est un tableau de John Everett Millais de 1852. Son titre est typiquement abrégé en Un huguenot ou Un huguenot le jour de la Saint-Barthélemy.
Ce tableau dépeint un jeune couple qui s'étreint. Cependant, l'« étreinte » est en fait une tentative de la fille de convaincre son amoureux de porter un brassard blanc, afin de proclamer publiquement son adhésion à la foi catholique. Mais le jeune homme enlève le brassard avec gentillesse, en utilisant la même main avec laquelle il serre son amoureuse. Le tableau fait référence au massacre de la Saint-Barthélemy, dans lequel des milliers de protestants (huguenots) sont tués à Paris (et plus tard, en province) le 24 août 1572. Certains huguenots ont échappé au massacre en portant un brassard blanc, le signe des catholiques.  
Initialement, Millais voulait dépeindre un couple tout simplement, mais son collègue preraphaëlite, William Holman Hunt, l'a convaincu que ce sujet serait trop banal. Millais a trouvé son inspiration en assistant à l'opéra Les Huguenots de Giacomo Meyerbeer, qui raconte l'histoire du massacre. Dans l'opéra, le personnage de Valentine essaie de convaincre (aussi sans succès) son amant Raoul de porter le brassard blanc. Le choix d'un sujet pro-protestant était important car les Préraphaëlites étaient critiqués à l'époque d'être compatissants au mouvement d'Oxford et aux catholiques.   
L'inclusion de certaines fleurs pourrait révéler l'intérêt contemporain au langage des fleurs. Par exemple, les campanules carillons à gauche peuvent signifier la foi et la stabilité tandis que les capucines rouges-orangées à droite peuvent signifier séduction et amour ardent.
Le tableau a été exposé avec Ophélie, une autre œuvre de Millais, en 1852, et il a réussi à changer les attitudes du grand public envers les préraphaélites. Tom Taylor a écrit une critique très favorable au tableau dans Punch.  Grâce à son succès, Millais continuera à peindre des sujets historiques. 